# Unity (kikötőmodul)

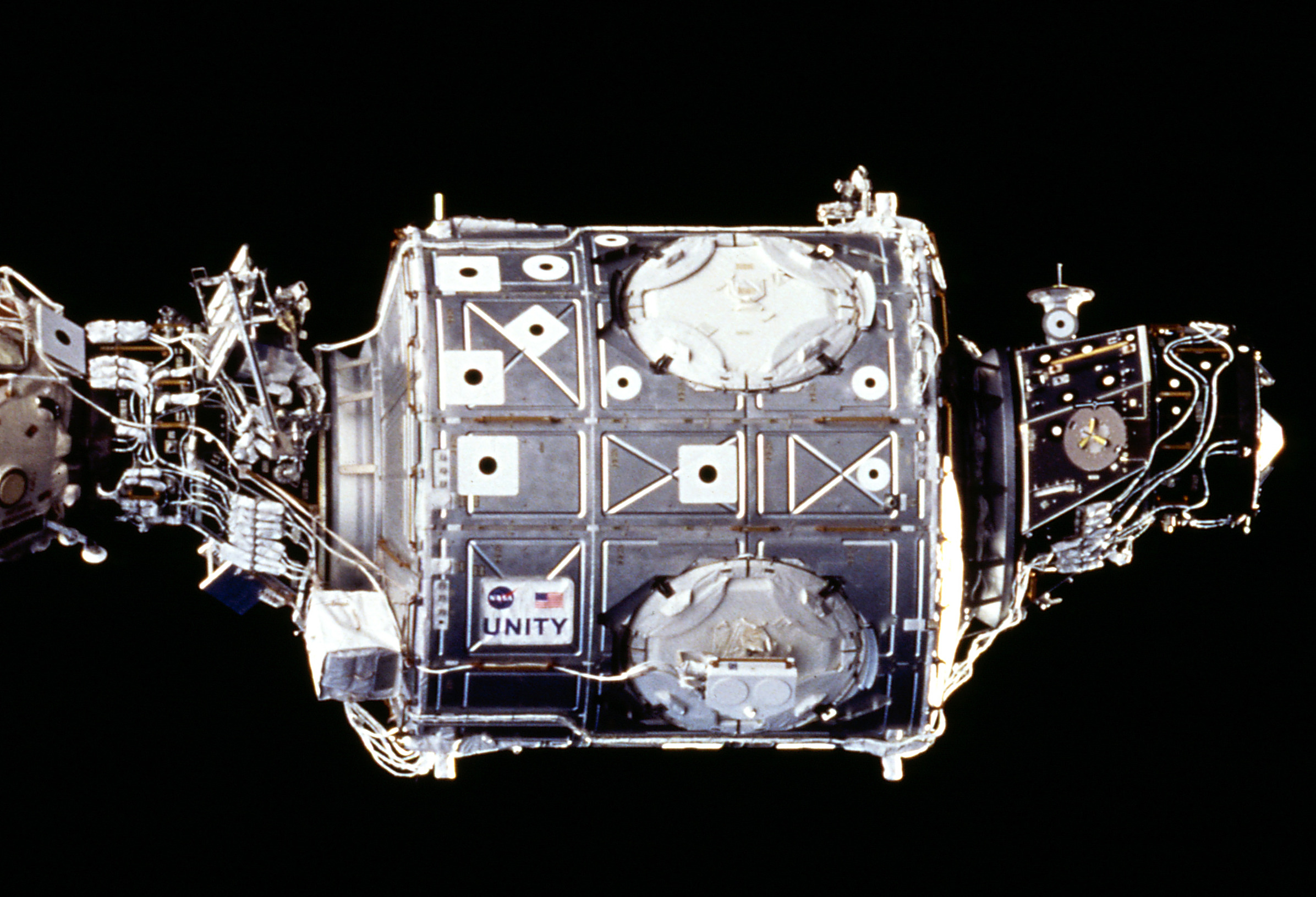
A Unity modul

Űrállomás épületrész. Gyártotta a Boeing Corporation, a Marshall Space Flight Center (Huntsville, Alabama). Operatív működését a NASA Johnson Space Center (JSC) (Houston) biztosítja. Egységei a hatoldalú összekötő ház, végein a PMA–1 és a PMA–2 nyomás alá helyezhető csatlakozó adapter, itt dokkolhatnak az űrrepülőgépek és a teherűrhajók. Az egyik kúpos adaptert a Zarja modulhoz csatlakoztatták, a másik végén az Endeavour helyezkedett el. Az összekötő ház hat oldalához újabb modulok illeszthetők. A csomópont alumíniumból készült.
Megnevezései: Unity; Unity (1998-069F); Pressurized Mating Adapter (PMA–1) és PMA–2; Lanch Package/American (ISS-LP-2A). Kódszáma: SSC 25575.
1998. december 4-én az Endeavour sikeresen Föld körüli pályára vitte (STS-88) a Unity nevű amerikai kikötőmodult is. December 7-én Nancy Currie amerikai űrhajósnő az űrrepülőgép 15 méteres robotkarjával kiemelte a raktérből a Unityt, és az űrrepülőgép külső, zsilipes dokkolója fölé helyezte. Ezután Struckow űrpilóta finoman rávezette az Endeavourt a Unityre, s az univerzális dokkolószerkezetek összekapcsolódtak. Az orbitális egység kezdeti pályája 92,44 perces, 51,6 fokos hajlásszögű, elliptikus pálya perigeuma 387 kilométer, az apogeuma 401 kilométer volt. Hasznos tömege 13 000 kilogramm. Átmérője 15 méter, hossza 18 méter. Több mint 50 000 mechanikus elemet tartalmaz, a 121 belső és külső kábeleinek hossza 6 mérföld. A telepítéshez 1800 műszaki rajz szükséges.
December 5-én megközelítették a Zarját – az előző napi manőverhez hasonlóan – az űrrepülőgép kis hajtóműveinek (gázfúvókák) és a robotkar segítségével a Zarjához csatlakoztatták a Unity másik dokkolószerkezetét. Ezzel létrejött a Nemzetközi Űrállomás legelső, 35 tonnás, 23 méter hosszúságú változata.
Magyar idő szerint december 8-ára virradó éjjel Ross és Newman első, 7 óra 21 perces űrsétáján mintegy negyven kábelt csatlakoztatott össze a két modul között: a Zarja napelemeitől így megfelelő áramellátáshoz jutott a Unity, és számítógépeinek bekapcsolásával távirányíthatóvá vált. Ezután leszerelték a Unity külső hőmérséklet-szabályozó elemeinek védőburkolatát, és megkezdődött a modul felfűtése. Egy újabb, hétórás űrsétán december 10-ére virradóra felszerelték a Unityre egy S sávú hírrendszer két antennáját és külső elektronikai egységeit.
A történelmi ajtónyitásra és a Nemzetközi Űrállomás fedélzetére való első átszállásra december 10-én került sor. Az Endeavour parancsnoka, Cabana és az orosz Krikaljov együtt lebegett át a tágas amerikai kikötőmodulba, bekapcsolták a lámpákat, és a személyzet többi tagjával együtt hozzáfogtak a belső rendszerek kipróbálásához. Egy órával később a Zarja ajtaját is kinyitották.
A Unityben elhelyezték az előző űrsétán kívülről már felszerelt S sávú hírrendszer beltéri egységeit. A Zarjában lecserélték a hibás akkumulátort. Másnap alvás után az űrhajósok befejezték a szerelőmunkát, és az új, egyelőre minimálisan kiépített Nemzetközi Űrállomás ajtajait a nyitás után 28 és fél órával – mintegy 5 hónapra – ismét bezárták. A következő repülés az ISS-re az STS-96 volt.